# ARM Sonora (PO-152)

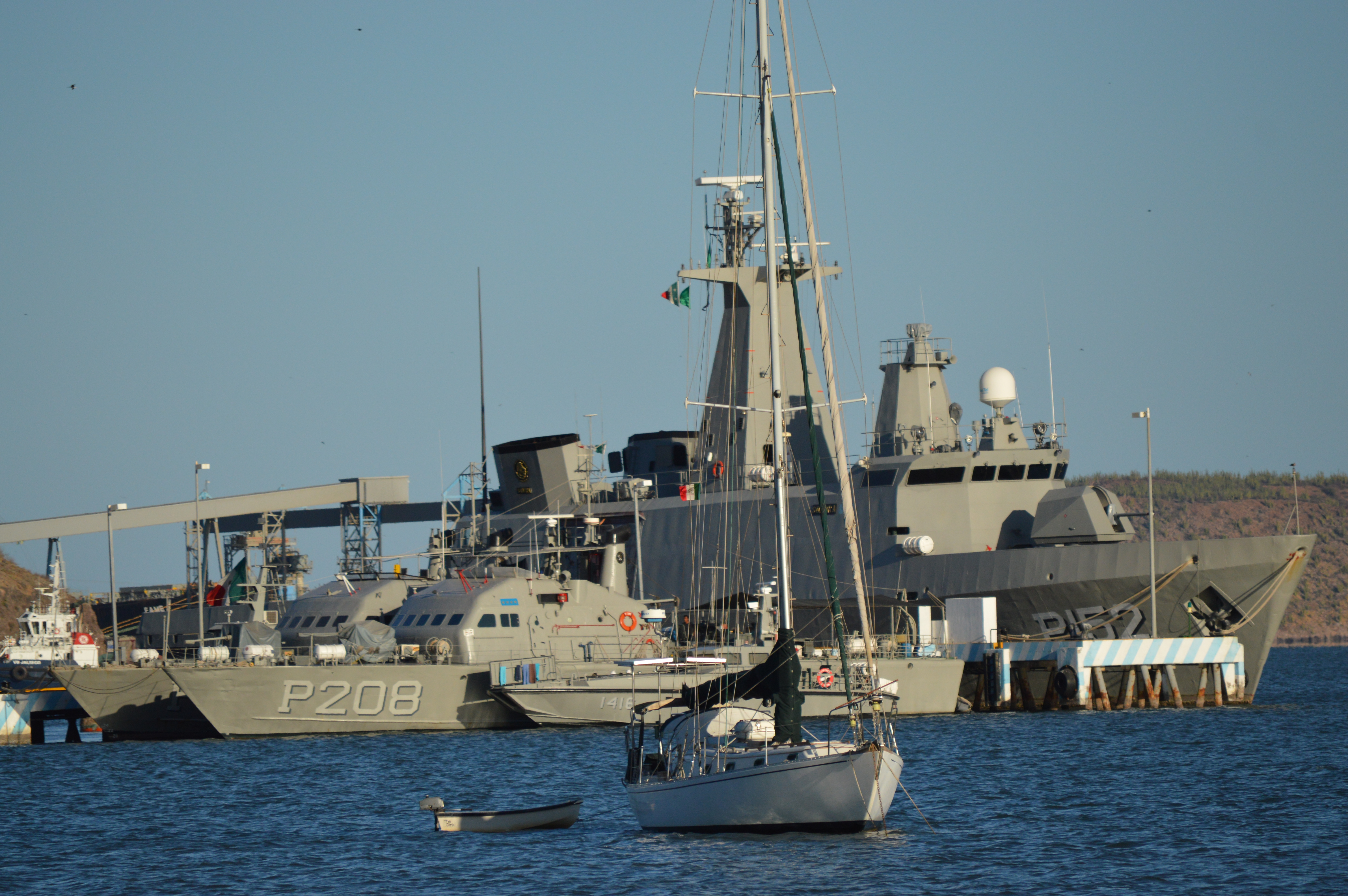
ARM Sonora atracado en la Base de la Marina-Armada de México en la Bahía de Guaymas

El ARM Sonora (PO-152) es un buque patrulla oceánica clase Durango de la Armada de México, En sus inicios el ARM. Sonora(PO-152) navegó con el nombre de "Melchor Ocampo" (FC-2002) tiene una torreta principal de 4 pulgadas, Helipad y hangar para helicópteros, actualmente se utiliza principalmente para la lucha contra los cárteles de drogas. Esta también artillados con misiles 9K38 Igla. Al igual que otros buques de esta clase, fue diseñado y construido en los astilleros de México, y se refiere a veces como una fragata compacta. Fue nombrado por el estado mexicano de Sonora. También funciona bajo el concepto trinomio Helicóptero, Buque e Interceptora